# Lise Lindbæk
Lise Lindbæk (født 1. januar 1905 i København, død 13. marts 1961 i Kiel) var uddannet arkæolog, men levede som skribent. Lise Lindbæk rapporterede blandt andet fra den spanske borgerkrig (1936–1939) som freelance-krigskorrespondent for den norske avis Dagbladet.